# Alfred Pfaff
Alfred Pfaff (Rödelheim, 16 de julho de 1926 — Erlenbach am Main, 27 de dezembro de 2008) foi um futebolista alemão, campeão mundial com a Alemanha Ocidental em 1954.